# Матіас Гунінґ
Матіас Гунінґ (нім. Mathias Huning; нар. 25 червня 1969) — колишній німецький тенісист.
Найвищу одиночну позицію світового рейтингу — 409 місце досяг 8 лютого 1993, парну — 109 місце — 17 лютого 1997 року.

## Титули на челленджерах

### Парний розряд: (5)
| Ранг | Рік  | Турнір                | Покриття | Партнер      | Суперники                        | Рахунок       |
| ---- | ---- | --------------------- | -------- | ------------ | -------------------------------- | ------------- |
| 1.   | 1994 | Гайльбронн, Німеччина | Килим    | Гірт Дзелде  | Омар Кампорезе Крістіано Каратті | 6–4, 6–2      |
| 2.   | 1995 | Ліппштадт, Німеччина  | Килим    | Білл Беренс  | Брет Гарнетт Т. Дж. Міддлтон     | 6–4, 3–6, 7–6 |
| 3.   | 1996 | Простейов, Чехія      | Ґрунт    | Джек Вейт    | Фредрік Берг Патрік Фредрікссон  | 6–3, 7–6      |
| 4.   | 1997 | Любек, Німеччина      | Килим    | Йост Віннінк | Трей Філліпс Кріс Вілкінсон      | 7–6, 7–6      |
| 5.   | 1997 | Альпірсбах, Німеччина | Ґрунт    | Грант Сілкок | Алекс Лопес Морон Фабіо Маджі    | 5–7, 6–4, 7–5 |